# شبكة كلاين للتوجه الجنسي
شبكة كلاين للتوجه الجنسي (بالإنجليزية: Klein Sexual Orientation Grid)‏ وتُعرف اختصارا بـ KSOG نسبة للحروف الأولى من الاسم باللغة الإنجليزية، هي شبكة وضعها فريتز كلاين في مُحاولة منه لقياس التوجهات الجنسية من خلال الاعتماد على سلم كينسي وتوسيعه ليشمل مواضيع أُخرى، وكان كلاين قد وصف شبكته هذه (الـ KSOG) لأول مرة عام 1978 عندما تطرق لها في كتابه «خيار مزدوجي التوجه الجنسي» (بالإنجليزية: The Bisexual Option)‏.
وردا على الانتقادات التي طالت مقياس كينسي الوحيد الذي كان يُعتمد عليه في قياس التوجه الجنسي، وضع كلاين شبكة جديدة لوصف التوجه الجنسي من جهة ولتدعيم ما قام به كينزي من جهة أخرى، وعلى عكس نموذج كينسي الذي يقوم على التاريخ الجنسي للشخص في فترة مُعينة، فإن شبكة كلاين تقوم على دراسة التوجه الجنسي للشخص في الماضي والحاضر وحتى في المستقبل؛ حيث تُركز الشبكة على سبع أسئلة مُهمة مع ثلاث أجوبة لكل سؤال، وهذا يعني ما مجموعه واحد وعشرين قيمة.
عموما فشبكة الـ KSOG تستخدم قيم 7-1 بدلا من الـ 0-6 التي يقوم عليها سلم كينسي والتي يصف فيها سلسلة متصلة من التوجهات الجنسية للشخص قصد معرفة توجهه.
هذا وتجدر الإشارة إلى إن شبكة كلاين للتوجه الجنسي أصبحت ذات أهمية، حيث بات يُعتمد عليها كأداة في البحوث، خاصةً وأنها تخضع للتطوير في كل مرة وذلك من أجل الحصول على النتائج المرجوة، فتحديد التوجه الجنسي الخاص بالفرد يتم حسب نتيجة الواحد والعشرين قيمة في الشبكة. ويُشار إلى أن شبكة كلاين تُستعمل في دراسات علاج التحويل.

## نظرة عامة
شرح كلاين في كتابه الذي حمل عنوان «خيار ازدواجية التوجه الجنسي» شبكة الـ KSOG وقال أنها تعتمد على سبعة نقاط أساسية داخل مِقياس مُعين وذلك بهدف تقييم سبعة أبعاد مختلفة للميول الجنسي للشخص المعين وذلك في ثلاث مراحل مُختلفة: الماضي (من مرحلة المراهقة المبكرة حتى قبل عام واحد من إجراء الاختبار)، الحاضر (خلال آخر 12 شهرا من إجراء الاختبار)، ثم المستقبل (خيار تطوعي وليس هناك من ضرورة للجواب عنه).
| المتغير                                                                                    | الماضي | الحاضر | المستقبل |
| ------------------------------------------------------------------------------------------ | ------ | ------ | -------- |
| A. الانجذاب الجنسي. من الذين كُنت تنجذب لهم جنسيا؟                                          |        |        |          |
| ب. السلوك الجنسي. مع من مارست الجنس؟                                                       |        |        |          |
| C. التخيلات الجنسية. من الذي تتخيله جنسيا؟                                                 |        |        |          |
| D. التفضيل العاطفي. من الذي تُفضله من الناحية العاطفية؟                                     |        |        |          |
| E. التفضيل الاجتماعي. ما هو الجنس الذي تُفضل الاجتماع معه؟                                  |        |        |          |
| F. أسلوب التفضيل. ما هو الجنس الذي تُفضل أن تقضي وقتك معه؟ والجنس الذي لا تشعر معه بالراحة؟ |        |        |          |
| G. الهوية النفس. كيف تسمي نفسك؟ أو كيف تُعرف بنفسك؟                                         |        |        |          |

مع مُلاحظة أن الأسئلة A, B, C, D وE تُعتبر فائقة الأهمية وهي التي يُعتمد عليها بنسبة كبيرة في استخلاص النتائج التي تكون على التالي:
| 1                    | 2                          | 3                          | 4                                 | 5                        | 6                        | 7                  |
| -------------------- | -------------------------- | -------------------------- | --------------------------------- | ------------------------ | ------------------------ | ------------------ |
| يُفضل الجنس الآخر فقط | يُفضل الجنس الآخر في الغالب | يُفضل الجنس الآخر إلى حد ما | يُفضل كلا الجنسين ويراهما مُتساويان | يُفضل نفس الجنس إلى حد ما | يُفضل نفس الجنس في الغالب | يُفضل نفس الجنس فقط |

أما المعيارين F وG فيُعطيان النتائج التالية:
| 1         | 2               | 3                   | 4                          | 5                    | 6                    | 7              |
| --------- | --------------- | ------------------- | -------------------------- | -------------------- | -------------------- | -------------- |
| مُغاير فقط | مُغاير في الغالب | جنس مختلف إلى حد ما | المغاير/المثلي على حدٍ سواء | مثلي الجنس إلى حد ما | مثلي الجنس في الغالب | مثلي الجنس فقط |

## القصور
بالرغم من الشهرة التي اكسبتها شبكة كلاين، إلا أن كلاين نفسه اعترف بأنها لا تزال غير مُقنعة بالنسبة له، وأنه ينوي تطويرها حتى تُصبح كاملة، خصوصا أن الشبكة الحالية أغفلت العديد من الجوانب التي قد تكون مؤثرة هي الأخرى في عملية استخلاص التوجه الجنسي وهي كالتالي:
- سن شريك
- صعوبة التفريق بين الحب والصداقة في التفضيل العاطفية (D)
- صعوبة التمييز بين الانجذاب الجنسي والرغبة الجنسية
- لم يتم الإشارة لسلوك الإنسان الجنسي وما إذا كان قد تعرض لحوادث من قبل أم لا
- لم يتم التطرق للفرق بين الجنسين (الذكر والمؤنث)، حيث أن كلاين اعتقد بأن أبعاء التوجه الجنسي متشابهة ومتماثلة للجنسين معا.[13]

وكانت دراسة قد أُجريت للتأكد من شبكة كلاين ومعرفة مدى دقتها، فخلصت إلى أن بعض العوامل ظهرت على اثنين من الأشخاص على الرغم من أنهما مُختلفين (الأول فعلا مثلي بينما الآخر لا). كما أشارت نفس الدراسة إلى أن جدول النتائج الأول قد يُعطي نتائج مضبوطة وذلك بالاعتماد على الواحد وعشرين معيارا، مُشيرة إلى أن هذه النتائج هي التي تخلق الفرق في جدول النتائج الثاني. هذا الأخير يُعطي نتائج قد تكون مضبوطة أحيانا وأحيانا أُخرى لا تكون كذلك؛ خاصةً وأن أسئلة الجدول الثاني (E وF) قد تتداخل فيها أبعاد اجتماعية وعاطفية مما يُشير إلى أن هذه الأبعاد قد تُعطي نتائج أخرى بعيدة كل البعد عن التوجه الجنسي. لذلك فعلى الرغم من أن هذه الشبكة مُفيدة حيث تُعزز مفهوم التوجه الجنسي إلا أن تلك الأبعاد الديناميكية تجعلها «ناقصة»، كما أن هناك أبعاد إضافية لا يتم النظر فيها وبالتالي فنتيجة التوجه الجنسي تبقى غير مُكتملة لكن هذا لا يعني أن الشبكة ضعيفة _حسب نفس الدراسة دائما_ بل إنها أفضل بكثير من سلم كينسي الذي غطى على مواضيع قليلة جدا. كما عبرت نفس الدراسة عن قلقها من الـ KSOG باعتبار أن تعريف الميول الجنسي يختلف من شخص لآخر ومن جنس أيضا لآخر، فهناك من لا يُفرّق بين الانجذاب الجنسي والنشاط الجنسي والهوية الجنسية خاصة وأن هذه المفاهيم تتداخل فيما بينها، فحسب استطلاع رأي قام به «لومان» وجد أن 8.6% من النساء يعتقدن أنهن مثليات، بينما عبّرت 88% عن شعورهن بالانجداب لنفس الجنس، أما 41% من النساء ذكرن أن لهم سلوك جنسي مختلف نوعا ما، ثم 16% فعلا مثليات الجنس.